# Менапии

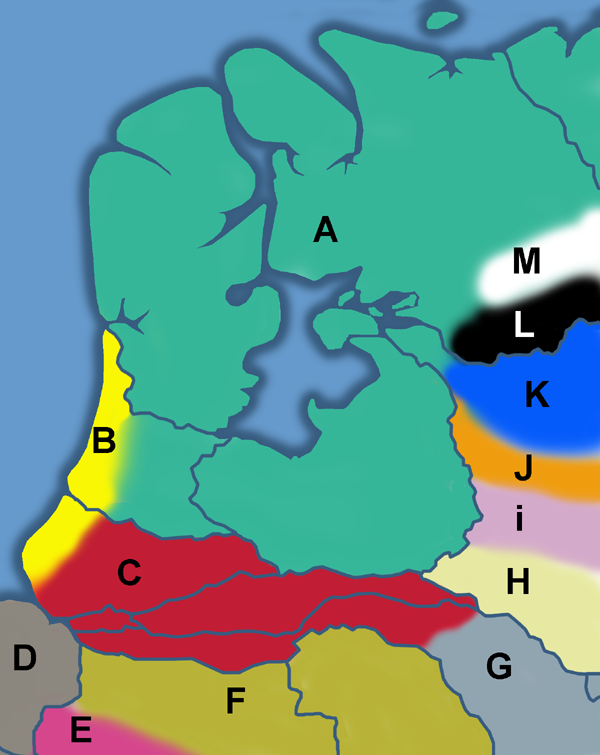
Территория контролируемая менапиями обозначена буквой F. Остальное см. в описании файла.

Менапии (лат. Menapii) — кельтское племя (народ) из группы белгов в древней Галлии, живший в железном веке и римском периоде между реками Маас и Шельда, по соседству с эбуронами, к югу от племени батавов, среди густых лесов и болот.
Со временем, из прирейнских земель менапии были вытеснены тенктерами и узипетами. 
Когда вспыхнуло всеобщее восстание бельгийских племен, менапии вывели на поле брани 25 тысяч человек, способных носить оружие.
Их главным городом был Castellum Menapiorum (ныне Кассель).